# 刘惠人
刘惠人（？—？），清朝人，是一名清朝政治人物。
刘惠人曾于同治四年（1865年）接替马珍任漳州府知府一职，同治六年（1867年）由杨庆容接任。